# Departament de l'Amazones
Amazones és un departament de Colòmbia creat per la Constitució de 4 de juliol del 1991. Limita al nord amb els departaments de Caquetá i Vaupés a l'est amb Brasil al sud amb Perú i a l'oest amb el departament de Putumayo.

## Municipis i comunitats
1. El Encanto
2. La Chorrera
3. La Pedrera
4. La Victoria
5. Leticia
6. Mirití-Paraná
7. Puerto Alegría
8. Puerto Arica
9. Puerto Nariño
10. Puerto Santander
11. Tarapacá